# John Thomson (skådespelare)
John Thomson, född Patrick Francis McAleer 2 april 1969 i Salford, Greater Manchester är en brittisk komiker och skådespelare.

## Rollista i urval
- 1990 – Spitting Image (TV-serie) (röst)
- 1994 – Knowing Me, Knowing You... with Alan Partridge (TV-serie)
- 1994–2001 – The Fast Show (TV-serie)
- 1996 – Hopplösa typer (TV-serie)
- 1997 – Mannen som visste för lite
- 1997–2020 – Kalla fötter (TV-serie)
- 2002 – 24 Hour Party People
- 2005 – Wallace & Gromit - varulvskaninens förbannelse (röst)
- 2007–2009 – Kingdom (TV-serie)
- 2008 – Bläckhjärta
- 2008-2010, 2024 – Coronation Street (TV-serie)
- 2011 – Mord i paradiset (TV-serie)
- 2016 – Grimsby
- 2024 – Tyst vittne (TV-serie)
- 2024 – En älskvärd man (TV-serie)